# St. Joseph (Iowa)
St. Joseph es un lugar designado por el censo ubicado en el condado de Kossuth en el estado estadounidense de Iowa. En el Censo de 2010 tenía una población de 61 habitantes y una densidad poblacional de 27,32 personas por km².

## Geografía
St. Joseph se encuentra ubicado en las coordenadas 42°54′44″N 94°13′51″O / 42.91222, -94.23083. Según la Oficina del Censo de los Estados Unidos, St. Joseph tiene una superficie total de 2.23 km², de la cual 2.23 km² corresponden a tierra firme y (0%) 0 km² es agua.

## Demografía
Según el censo de 2010, había 61 personas residiendo en St. Joseph. La densidad de población era de 27,32 hab./km². De los 61 habitantes, St. Joseph estaba compuesto por el 93.44% blancos, el 0% eran afroamericanos, el 0% eran amerindios, el 0% eran asiáticos, el 0% eran isleños del Pacífico, el 0% eran de otras razas y el 6.56% pertenecían a dos o más razas. Del total de la población el 4.92% eran hispanos o latinos de cualquier raza.